# Arnaldoa
Arnaldoa  es un género con tres especies de plantas con flores en la familia de las asteráceas. Comprende 8 especies descritas y de estas, solo 3 aceptadas. Es originario de Sudamérica.

## Taxonomía
El género fue descrito por Ángel Lulio Cabrera y publicado en Boletín de la Sociedad Argentina de Botánica 10: 39. 1962.

## Especiesaceptadas
A continuación se brinda un listado de las especies del género Arnaldoa aceptadas hasta junio de 2012, ordenadas alfabéticamente. Para cada una se indica el nombre binomial seguido del autor, abreviado según las convenciones y usos.
- Arnaldoa argentea C.Ulloa, P.Jørg. & M.O.Dillon
- Arnaldoa macbrideana Ferreyra
- Arnaldoa weberbaueri (Muschl.) Ferreyra